# Южная Мутиха

Южная Мутиха (Полуденная Мутиха) — река в России, протекает в Красновишерском районе Пермского края. Устье реки находится в 4,5 км по левому берегу реки Акчим. Длина реки составляет 20 км. В 0,9 км от устья, по левому берегу реки впадает река Северная Мутиха.
Исток реки лежит на отрогах Северного Урала в 10 км к юго-востоку от посёлка Волынка. Река течёт на север и северо-восток, всё течение кроме низовий проходит по ненаселённой местности среди холмов, поросших тайгой. В нижнем течении протекает через посёлок Мутиха, в котором и впадает в Акчим.

## Данные водного реестра
По данным государственного водного реестра России относится к Камскому бассейновому округу, водохозяйственный участок реки — Кама от водомерного поста у села Бондюг до города Березники, речной подбассейн реки — бассейны притоков Камы до впадения Белой. Речной бассейн реки — Кама.
По данным геоинформационной системы водохозяйственного районирования территории РФ, подготовленной Федеральным агентством водных ресурсов:
- Код водного объекта в государственном водном реестре — 10010100212111100004679
- Код по гидрологической изученности (ГИ) — 111100467
- Код бассейна — 10.01.01.002
- Номер тома по ГИ — 11
- Выпуск по ГИ — 1